# Johnstown (New York)
Johnstown ist eine Stadt im US-Bundesstaat New York im Fulton County. Das U.S. Census Bureau hat bei der Volkszählung 2020 eine Einwohnerzahl von 8.204 ermittelt.
Die Stadt wurde von ihrem Gründer William Johnson nach seinem Sohn John Johnson benannt. Ab Mitte des 19. Jahrhunderts war Johnstown (gemeinsam mit der benachbarten Stadt Gloversville) für über 100 Jahre das Zentrum der amerikanischen Handschuhindustrie.

## Geographie
Die Stadt liegt im Osten des Staates New York auf halber Strecke zwischen dem Mohawk River und der Stadt Gloversville. Der Cayadutta Creek fließt nach Süden durch die Stadt. In Ost-West-Richtung führt die New York State Route 29 (Main Street) durch die Stadt.

## Gründung
Als Belohnung für seine Dienste während des „French and Indian War“ erhielt der ehemalige Generalmajor der britischen Streitkräfte William Johnson große Landstriche in dem Gebiet des heutigen Fulton County. Nachdem er zuvor über zehn Jahre in dem von ihm am Mohawk River erbauten Old Fort Johnson lebte, gründete er 1762 einige Kilometer nördliche eine Siedlung, die er nach seinem Sohn John „John's Town“ nannte.
William Johnson wurde zu einem der wohlhabendsten und einflussreichsten Bürger von New York. Er war der größte Landbesitzer im Mohawk Valley, mit einem Nachlass von mehr als 400.000 acres (1.600 km²) vor seinem Tod. Er erweiterte seine wirtschaftlichen Interessen als Händler um ein Sägewerk mit Holzhandel und eine Getreidemühle. Johnson wurde zum größten Sklavenhalter der Region, möglicherweise des Staates New York (er hatte rund 60 Afrikaner versklavt, die für ihn arbeiteten). Zusätzlich rekrutierte er auch viele Pächter aus Schottland und Irland um auf seinen Ländereien zu arbeiten. Das 1772 von William Johnson in Johnstown gebaute Bezirksgericht steht noch heute und ist das älteste noch in Betrieb befindliche Gerichtsgebäude in New York.
Sir William Johnson starb 1774, bevor die amerikanischen Kolonien ihre Unabhängigkeit von Großbritannien erklärten. Die Schlacht von Johnstown am 25. Oktober 1781 mit 1.400 Soldaten war eine der letzten im Unabhängigkeitskrieg. Die Kontinentalarmee angeführt von Marinus Willett von Johnstown schlug die Briten in die Flucht. Während dieser Zeit flohen viele britische Loyalisten aus Johnstown und Umgebung nach Kanada, einschließlich der überlebenden Familienmitglieder von William Johnson. Deren Besitztümer wurden geplündert bzw. Soldaten der Kontinentalarmee wurden dort einquartiert. Danach ging der gesamte Besitz des Loyalisten wegen seiner aktiven Unterstützung der britische Interessen an den Staat. Sir William Johnsons Herrenhaus („Johnson Hall“) wurden in der Folge von Silas Talbot, einem Marine-Offizier und Helden der amerikanischen Revolution gekauft.
Johnson Hall wurde 1960 als National Historic Landmark eingestuft. Es wird von Staat New York als historischen Ort mit regelmäßigen Veranstaltungen betrieben.

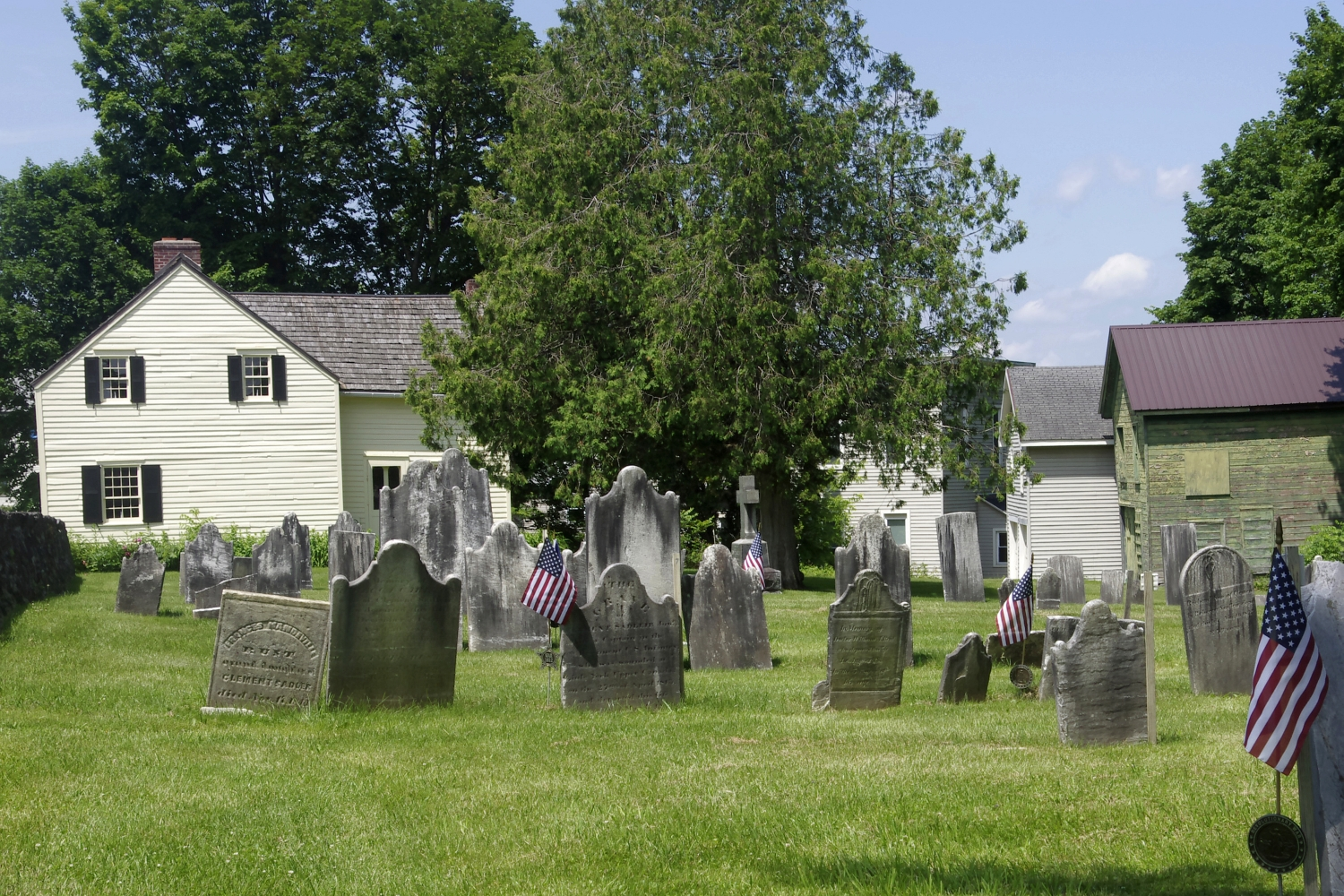
Historischer Friedhof aus der Kolonialzeit
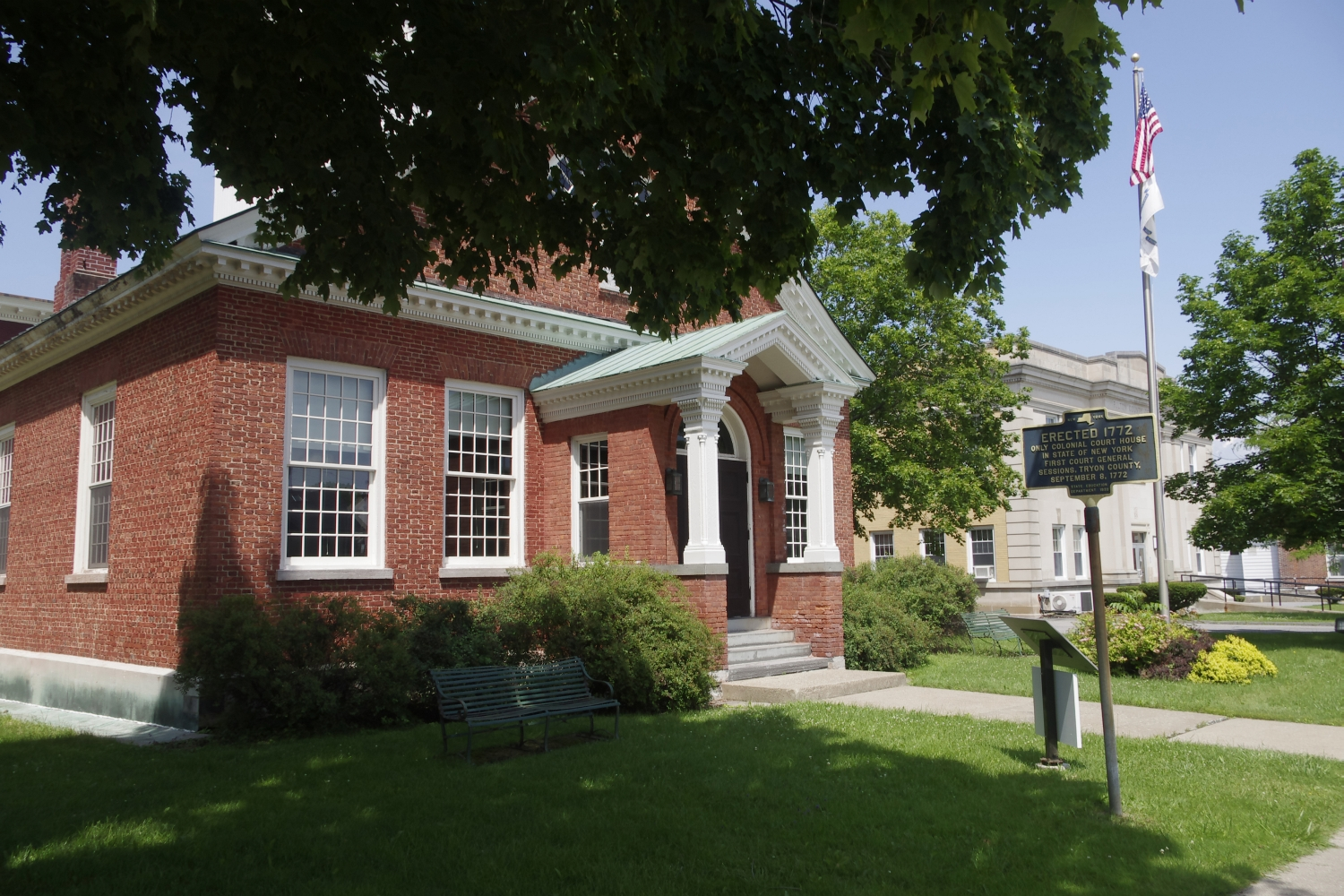
Ältestes Gerichtsgebäude des Staates New York von 1772
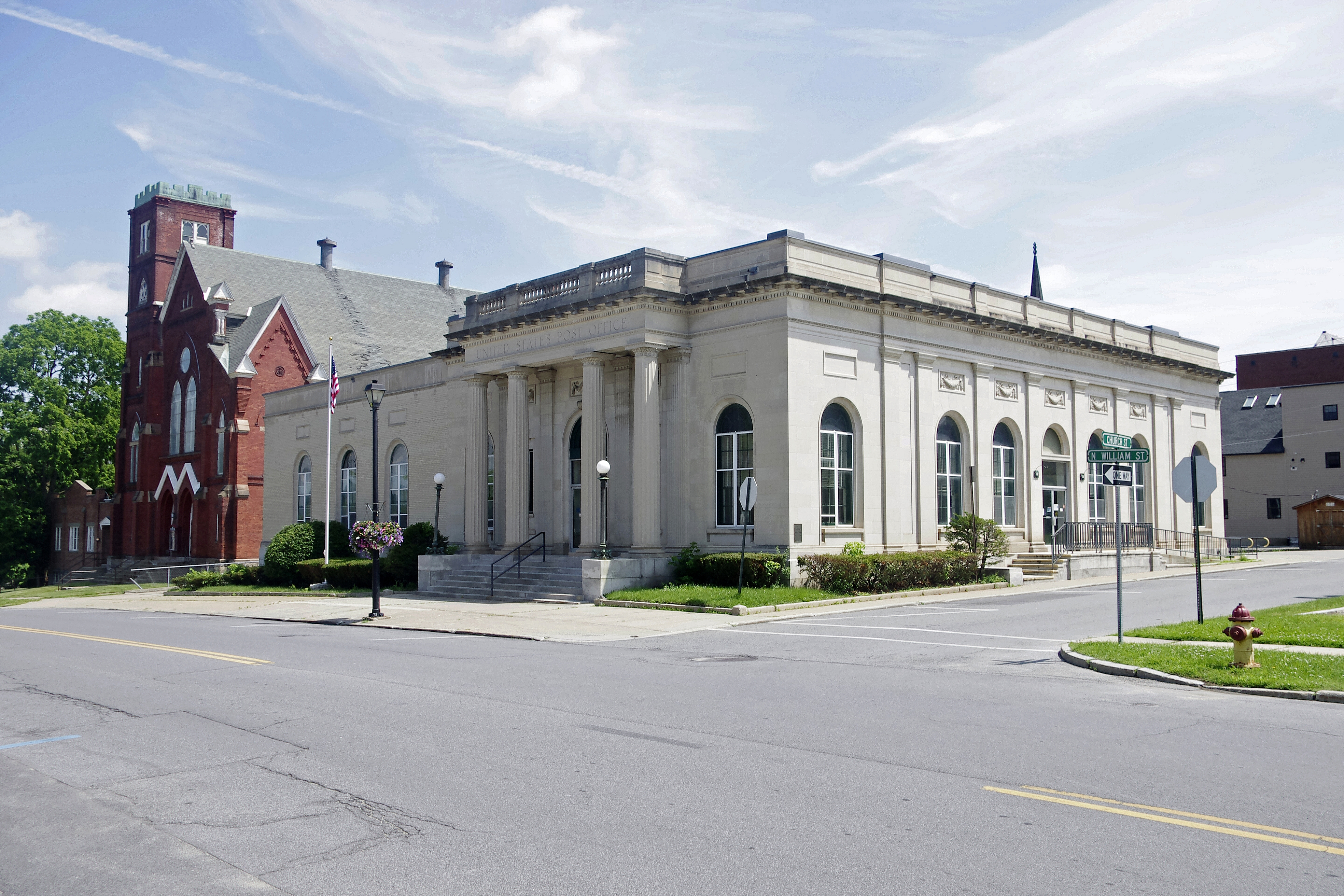
U.S. Post Office von 1913
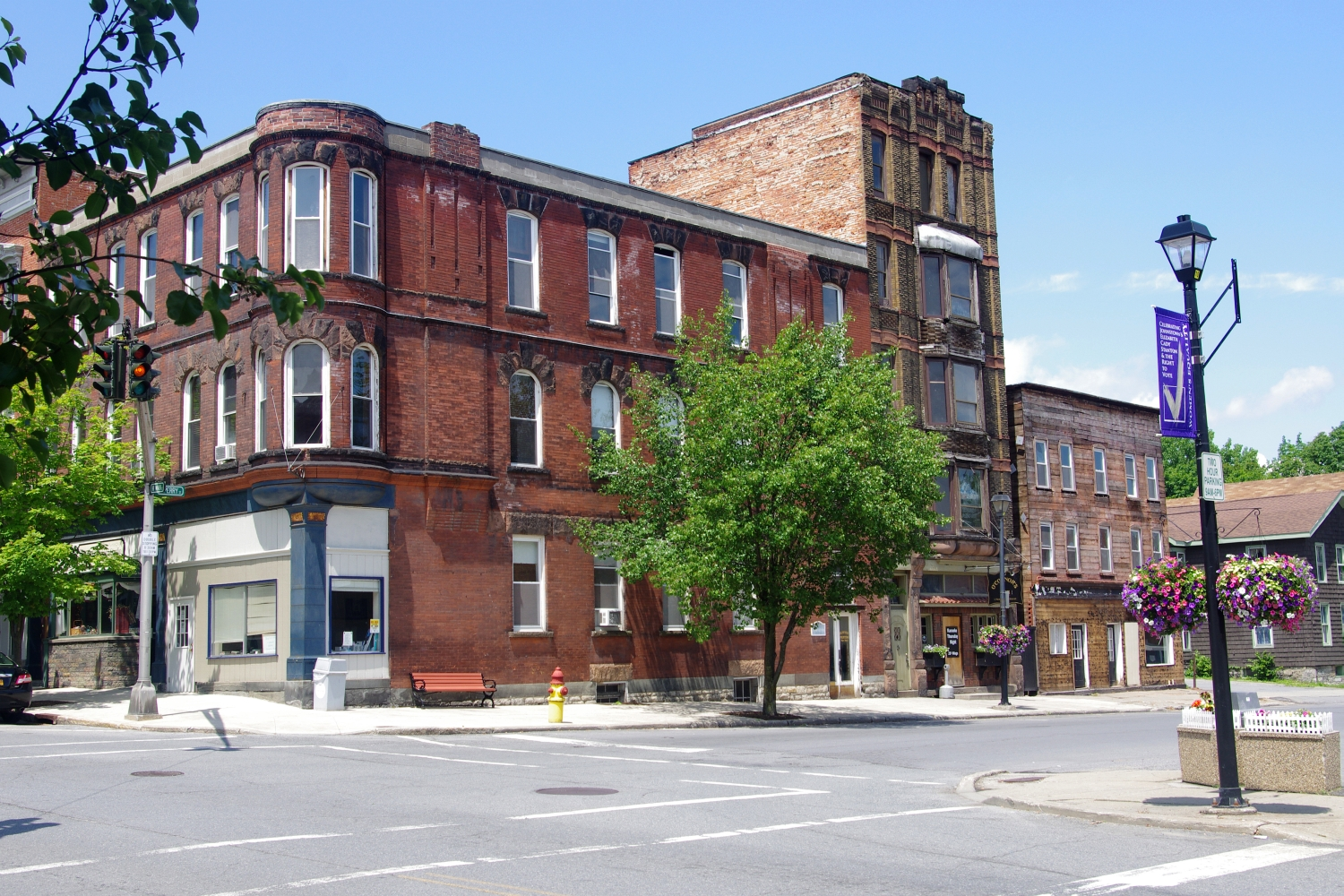
Main Street im historischen Zentrum
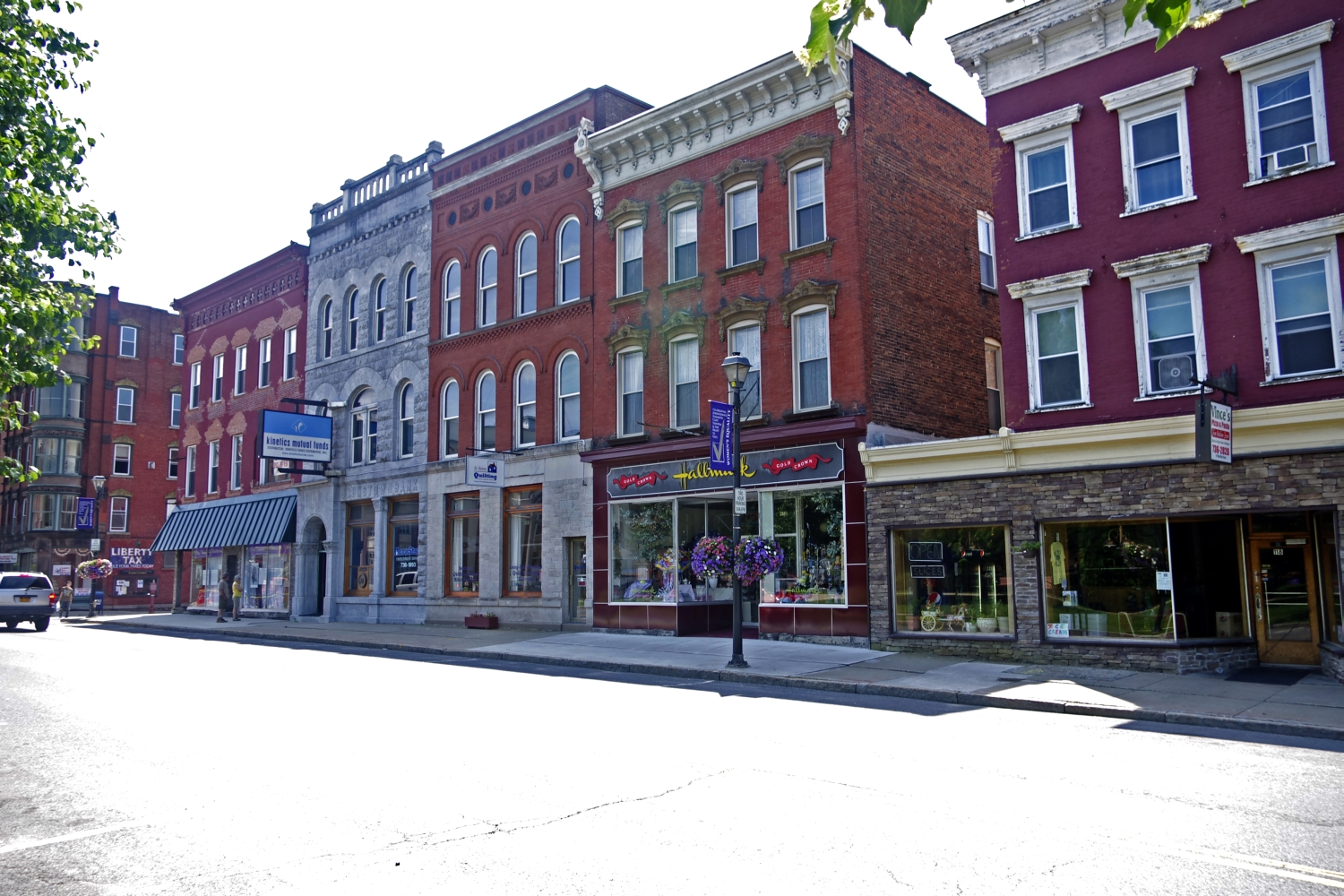
Main Street im historischen Zentrum
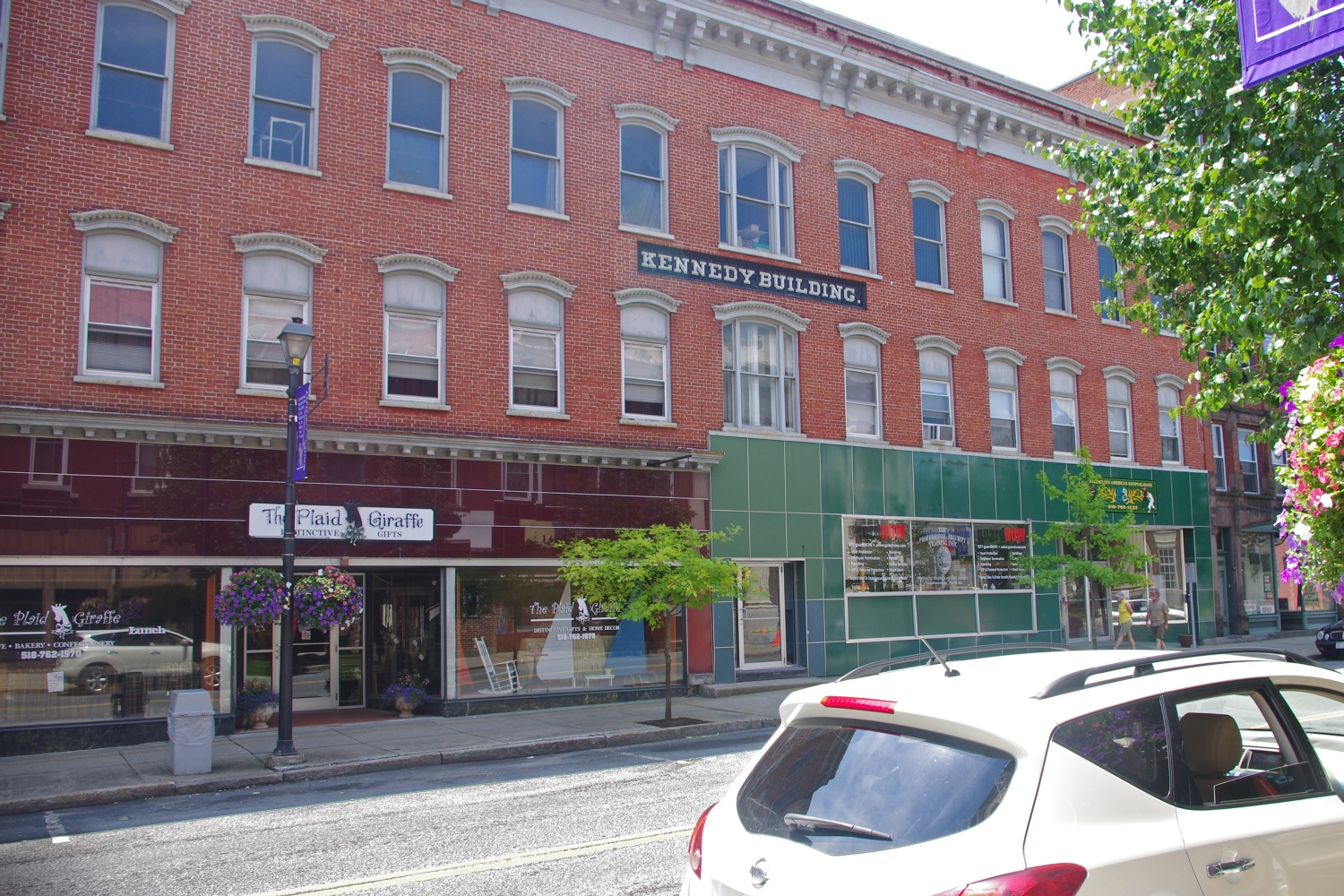
Main Street im historischen Zentrum

## Lederindustrie

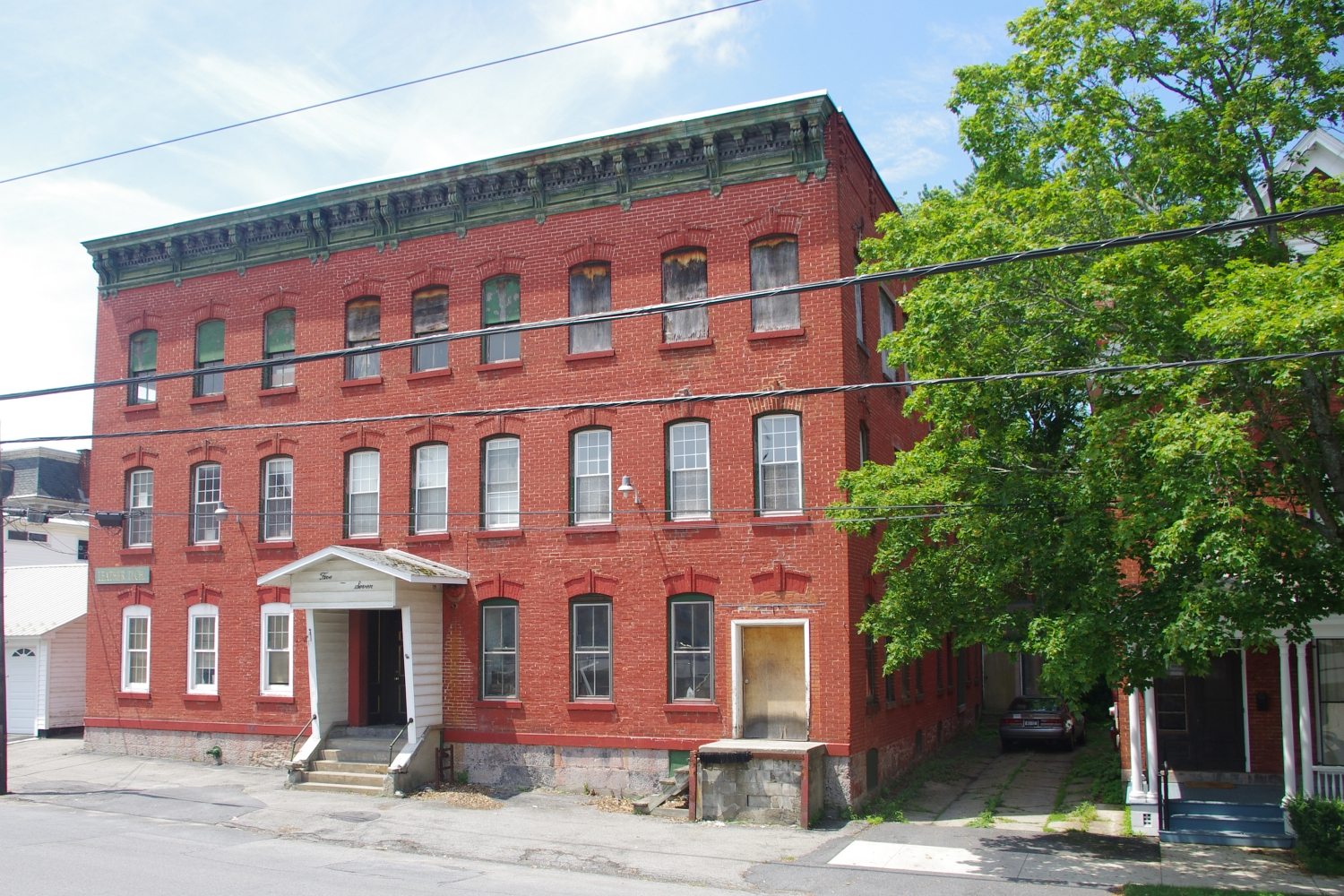
Ehemalige Fabrikgebäude im Zentrum der Stadt

Das waldreiche Gebiet war geprägt durch die Hemlocktanne (Schierlingstanne), dessen Baumrinde war ein wichtiger Stoff beim Gerben von Leder. Der Cayadutta Creek (ein Nebenfluss des Mohawk) lieferte das ebenfalls benötigte Wasser.
Die industrielle Entwicklung wurde zusätzlich durch die Anbindung an das Schienennetz begünstigt. Ab 1870 bestand eine Bahnverbindung ins wenige Kilometer am Mohawk gelegene Fonda, später dann in den Osten des Staates New York nach Schenectady und von da bis zur New York Central Station. Der Bahnbetrieb wurde 1984 eingestellt. Später wurde die Strecke zum Wander- und Radweg ausgebaut („Fulton County Rail Trail“).
Zwischen 1890 und 1950 kamen 90 Prozent aller in den USA verkauften Handschuhen aus dieser Region. Rund um die Lederverarbeitung siedelten sich viele weitere Produktions- und Dienstleistungsbetriebe an (Karton-Hersteller, Nähmaschinen-Mechaniker, Webereien, Händler etc.). Höhepunkt dieser Industrie war um das Jahr 1905, als 237 Betriebe in Johnstown/Gloversville tätig waren.
Anfang des 21. Jahrhunderts sind nur noch ein Handschuhhersteller und zwei Gerbereien in Johnstown tätig sowie zusätzlich einige Lederhändler. Viele der ehemaligen Fabrikgebäude sind noch vorhanden stehen aber meist leer.

## Mit Johnstown verbunden
- Die Bürgerrechtlerin Elizabeth Cady Stanton (1815–1902) wurde in Johnstown geboren.
- Der Politiker Israel T. Hatch (1808–1875) wurde in Johnstown geboren.
- Der Schriftsteller Richard Russo (* 1949) wurde in Johnstown geboren.
- Der Offizier und Politiker Silas Talbot (1751–1813) lebte eine Zeit lang in Johnstown.
- Der Jurist und Politiker Daniel Cady (1773–1859) lebte eine Zeit lang in Johnstown.